# Ray Roberts

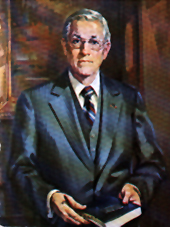
Ray Roberts

Herbert Ray Roberts (* 28. März 1913 im Collin County, Texas; † 13. April 1992 in Denton, Texas) war ein US-amerikanischer Politiker. Zwischen 1962 und 1981 vertrat er den Bundesstaat Texas im US-Repräsentantenhaus.

## Werdegang
Ray Roberts besuchte die McKinney High School und studierte danach an der Texas A&M University. Später studierte er noch an der North Texas State University und an der University of Texas. Während des Zweiten Weltkrieges diente er in den Jahren 1942 bis 1945 in der United States Navy, deren Reserve er in den folgenden Jahren angehörte. Im Koreakrieg wurde er nochmals reaktiviert. Nach dem Krieg betätigte sich Roberts als privater Geschäftsmann und als Farmer. Gleichzeitig begann er als Mitglied der Demokratischen Partei eine politische Laufbahn. Zwischen 1955 und 1962 saß er im Senat von Texas, dessen Präsident er im Jahr 1961 war.
Nach dem Tod des Abgeordneten Sam Rayburn wurde Roberts bei der fälligen Nachwahl für den vierten Sitz von Texas als dessen Nachfolger in das US-Repräsentantenhaus in Washington, D.C. gewählt, wo er am 30. Januar 1962 sein neues Mandat antrat. Nach neun Wiederwahlen konnte er bis zum 3. Januar 1981 im Kongress verbleiben. Von 1975 bis 1981 war er Vorsitzender des Veteranenausschusses. In seine Zeit als Kongressabgeordneter fielen unter anderem der Vietnamkrieg und die Watergate-Affäre sowie der Höhepunkt der Bürgerrechtsbewegung.
Im Jahr 1980 verzichtete Ray Roberts auf eine weitere Kandidatur. Nach dem Ende seiner Zeit im US-Repräsentantenhaus zog er sich in den Ruhestand zurück. Er starb am 13. April 1992 in Denton.